# Комплекс сращивания экзонов

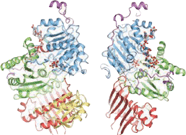
Структура кора комплекса соединения экзонов, связанного с РНК. Разрешение 2,3 ангстрема

Ко́мплекс сра́щивания экзо́нов (англ. Exon junction complex, EJC) — белковый комплекс, формирующийся на пре-мРНК в месте соединения двух экзонов, которые оказались соединёнными друг с другом в ходе сплайсинга. EJC оказывает значительное влияние на контроль качества трансляцию и локализацию сплайсированной мРНК. Считается, что комплекс соединения экзонов обеспечивает позиционно-специфичную память о произошедшем акте сплайсинга. EJC состоит из стабильного гетеротетрамерного кора, который служит платформой для связывания других факторов, вовлечённых в посттранскрипционную регуляцию мРНК. Кор EJC  содержит эукариотический фактор инициации трансляции eIF4A-III (РНК-хеликаза, содержащая мотив DEAD-бокс), связывающийся с аналогом АТФ, а также дополнительные белки Magoh и Y14. Кроме того, EJC взаимодействует со многими другими белками, например, SR-белками. Предполагается, что эти взаимодействия играют важную роль в компактизации мРНК. 

## Состав
В состав EJC входит несколько ключевых белков: RNPS1, Y14, SRm160, Aly/REF, Magoh и другие. RNPS1 может функционировать как коактиватор сплайсинга, а также вместе с Y14 принимает участие в нонсенс-опосредованном распаде (NMD). Предполагается, что SRm160 ускоряет процессинг 3'-конца мРНК. Magoh, вероятно, облегчает транспорт мРНК в цитоплазму, а Aly участвует с процессе ядерного экспорта мРНК. Aly привлекается в комплекс EJC белком UAP56, который функционирует как фактор сплайсинга, необходимый для сборки сплайсосомы. Белок DEK также входит в состав EJC, однако он принимает участие и во многих других процессах: от сплайсинга до регуляции транскрипции и структуры хроматина.

## Структура
Кор комплекса EJC собирается вокруг фактора трансляции eIF4AIII. В связанном с мРНК виде он существует в двух конформациях: открытой и закрытой. В закрытом состоянии два домена этого белка образуют два сайта связывания: для мРНК и для 5'-аденилил-β-имидодифосфата (ADPNP). В открытой конформации два домена повернуты на 160° относительно своего положения в закрытой конформации. Белки Magoh и Y14 связываются друг с другом, образуя гетеродимер, расположенный на полюсе EJC, обращённом к 5'-концу мРНК. Magoh связывается с eIF4AIII при помощи аминокислотных остатков, формирующих две С-концевые α-спирали, а также один конец большого β-листа. Консервативные остатки в линкере, соединяющем два домена eIF4AIII, формируют соляные мостики или водородные связи с остатками в Magoh. Y14 и eIF4AIII связаны посредством единственной связи — соляного мостика между остатками Arg108 Y14 и Asp401 eIF4AIII. Если в этих остатках происходит мутация, то Magoh-Y14 не может связываться с eIF4AIII.

## Функционирование

Принципиальная схема нонсенс-опосредованного распада

В ходе сплайсинга в клетках эукариот EJC связывается с мРНК примерно на 20—24 нуклеотида выше соединения экзонов. Связывание EJC с мРНК не зависит от нуклеотидной последовательности последней. EJC остаётся связанным с мРНК при её экспорте из ядра в цитоплазму. Чтобы мРНК могла пройти через ядерную пору, с ней должны связаться два димера: NXF1/TAP и NXT1/p15. NXF1/TAP является ключевым рецептором экспорта мРНК в цитоплазму, поскольку он взаимодействует со связанными с РНК адаптерными белками и с компонентами ядерного порового комплекса. 
Ключевая роль EJC — участие в контроле качества мРНК, а именно в процессе нонсенс-опосредованного распада (NMD), приводящего к разрушению мРНК, содержащих преждевременные стоп-кодоны. При трансляции нормальной мРНК рибосома связывается с транскриптом и начинает синтезировать цепочку аминокислот. Когда она доходит до комплекса соединения экзонов, она вытесняет его и продолжает трансляцию до достижения стоп-кодона. Если же мРНК содержит преждевременный стоп-кодон, расположенный по ходу рибосомы до EJC, EJC останется связанным с транскриптом и запустит его разрушение. 
EJC задействованы в NMD и другим образом: они привлекают к транскрипту факторы контроля качества UPF1, UPF2 и UPF3. Эти белки играют ключевую роль в NMD. Белки Magoh, Y14 и eIF4AIII, входящие в состав EJC, обеспечивают связывание комплекса с UPF3. UPF3 выступает в роли «мостика» между белками UPF2 и UPF1, обеспечивая формирование тримера. В этом тримере UPF2 и UPF3 действуют кооперативно, стимулируя АТФазную и РНК-хеликазную активность UPF1. Кор EJC прочно связывает комплекс UPF с мРНК и принимает участие в регуляции активности белка UPF1. Рибосомы, остановившиеся на преждевременном стоп-кодоне, привлекают UPF1 через взаимодействие с факторами терминации трансляции eRF1 и eRF3. Вместе с белком SMG1 eRF1, eRF3 и UPF1 формируют комплекс, известный как SURF. Он формирует «мостик» между рибосомой и нижележащим EJC, связанным с белками UPF2 и UPF3. Это взаимодействие запускает фосфорилирование UPF1 белком SMG1, которое приводит к диссоциации eRF1 и eRF3. Оставшийся комплекс белков EJC, UPF3, UPF2, фосфорилированного UPF1 и SMG1 запускает разрушение мРНК.